# Mířkov (hradiště)
Mířkov je pravěké hradiště u stejnojmenné obce v okrese Domažlice. Nachází se v nejvýchodnější části Sedmihoří na vrcholu Malého křakovského vrchu, tři kilometry severovýchodně od vesnice.

## Historie
Podle malého archeologického výzkumu Jaroslava Bašty a Dary Baštové se v pozdní doby halštatské na vrcholu Malého křakovského vrchu nacházelo hradiště. Datování umožnil nález souboru 285 keramických zlomků. V okolí jedné sondy bylo také nalezeno množství strusky, které na místě dokládá slévání kovů (pravděpodobně mědi).

## Stavební podoba
S rozlohou přibližně 0,5 hektaru patří hradiště na Malém křakovském vrchu k nejmenším v západních Čechách. Nachází se na vrcholové plošině s rozměry přibližně 70 × 50 metrů obehnané kamenným valem. Opevnění využívá přirozené skalní útvary a balvany. Původní vstup do hradiště se nejspíše nacházel v úžlabině mezi dvěma skalami na západní straně plošiny.